# Ture Ara
Ture Ara (29 de enero de 1903 — 29 de julio de 1979) fue un actor, profesor de canto y barítono, intérprete de ópera y schlager de nacionalidad finlandesa.

## Biografía
Su nombre completo era Carl Henrik Lorenz Ture Ara, y nació en Estocolmo, Suecia, aunque pasó su infancia y juventud en Priozersk. Allí conoció al compositor Erkki Melartin, que jugó un papel principal en la inicial carrera de Ara como cantante, durando su amistad hasta la muerte del primero. 
Ture Ara estudió canto con Aino Ackté, entre otros, y dio su primer concierto en Helsinki en 1927. Se convirtió en una de las principales estrellas finlandesas cuando grabó en 1929 el vals ”Emma”, que vendió más de 30.000 copias. Otro de sus éxitos fue el vals ”Asfalttikukka”, compuesto por Ernest Pingoud y escrito por Väinö Siikaniemi. En las décadas de 1920 y 1930 utilizó el pseudónimo Topi Aaltonen como cantante de schlager, y actuó en países como Alemania, Suecia y Hungría.
Entre 1930 y 1953 trabajó en el Teatro Sueco, y después en la Ópera Nacional de Finlandia hasta 1965. Ara era barítono, aunque también llegó al registro de tenor, como ocurrió con el tema ”Muisto”. Aunque grabó muchas canciones populares, no ocurrió así con la ópera. Ara fue también actor de cine y de opereta. Fueron muy conocidas las canciones compuestas por Oskar Merikanto ”Reppurin laulu” y ”Vallinkorvan laulu”, las cuales interpretó en giras de entretenimiento por el frente durante los años de la Finlandia en guerra.
Finalizada su carrera, Ara fue profesor de yoga y canto, siendo una de sus últimas estudiantes Armi Aavikko, nombrada en 1977 Miss Finlandia. En 1961 fue galardonado con la Medalla Pro Finlandia, y en 1970 publicó dos memorias, Saparo-Tuure y Viisikanta.
Ture Ara falleció en Helsinki, Finlandia, en el año 1979. Había estado casado entre 1944 y 1953 con la actriz y cantante Birgit Kronström con quién tuvo dos hijas y que curiosamente murió el mismo día que él.